# Machilus glaucescens
Machilus glaucescens är en lagerväxtart som först beskrevs av Christian Gottfried Daniel Nees von Esenbeck, och fick sitt nu gällande namn av Hsi Wen Li. Machilus glaucescens ingår i släktet Machilus och familjen lagerväxter. Inga underarter finns listade i Catalogue of Life.